# Platypalpus suffasciatus
Platypalpus suffasciatus är en tvåvingeart som beskrevs av Axel Leonard Melander 1927. Platypalpus suffasciatus ingår i släktet Platypalpus och familjen puckeldansflugor. Inga underarter finns listade i Catalogue of Life.